# 4850 Palestrina
A 4850 Palestrina (ideiglenes jelöléssel 1973 UJ5) a Naprendszer kisbolygóövében található aszteroida. Freimut Börngen fedezte fel 1973. október 27-én.